# Gwenda Stevens
Gwenda Stevens (Brugge, 14 september 1966) is een Belgisch roeister, roeicoach en sportbestuurder. Zij is ondervoorzitter van de Koninklijke Roeivereniging Sport Gent en ondervoorzitter van de Koninklijke Belgische Roeibond sinds maart 2025. Zij is reeds bestuurslid sinds 2004 van de Koninklijke Belgische Roeibond, zij begon als secretaris-generaal(4jaar), dan ondervoorzitter(4 jaar), voorzitter(12 jaar) en nu vanaf 2025 ondervoorzitter.  Sedert 2004 ook Internationaal FISA kamprechter en sinds 2016, als opvolgster van Daniël Deweert, technical delegate van de executive committee Coupe de la Jeunesse. Vanaf augustus 2019 neemt zij de functie op als secretaris-generaal binnen de executive committee CdlJ. Sinds 2017 maakt zij ook deel uit van de Raad van Bestuur Belgisch Olympisch en Interfederaal Comité. Binnen het BOIC is zij sinds oktober 2017 voorzitster van de commissie Officials welke haar voorganger Sven Serré heeft opgestart in 2015.
In 2019 werd de International Federation for Sports Officials opgericht waarbij BOIC een van de stichtende leden. Binnen deze federatie was zij een van de drie ondervoorzitters en nu voorzitter sinds 2024.
In haar jongere jaren heeft zij competitie geroeid, eerst 4 jaar(1978-1982) in Brugge(BTR) en nadien in Gent(1983-1989) bij Koninklijke Roeivereniging Sport Gent. In 1984 nam zij deel aan de Wereldkampioenschappen Junior te Jönkoping te Zweden in vierkoppel met TRT.
Gwenda ging naar de Olympische Spelen 2024 te Parijs als internationale kamprechter.